# Альварес, Эдуардо (футболист)
Эдуа́рдо Маури́сио А́льварес Ва́ргас (исп. Eduardo Mauricio Álvarez Vargas; род. 9 апреля 2003) — боливийский футболист, защитник клуба «Боливар».

## Клубная карьера
Альварес — воспитанник клуба «Боливар». В 2022 году Эдуардо для получения игровой практики на правах аренды перешёл в «Рояль Пари». 9 апреля в матче против «Индепендьенте Петролеро» он дебютировал в боливийской Примере. В этом же поединке Эдуардо забил свой первый гол за «Рояль Пари». После окончании аренды Альварес вернулся в «Боливар».

## Международная карьера
В 2019 году в составе юношеской сборной Боливии Альварес принял участие в юношеском чемпионате Южной Америки в Перу. На турнире он сыграл в матчах против команд Эквадора, Венесуэлы, Перу и Чили.
В 2023 году в составе молодёжной сборной Боливии Альварес принял участие в молодёжном чемпионате Южной Америки в Колумбии. На турнире он сыграл в матчах против сборных Венесуэлы, Эквадора, Чили и Уругвая.